# Цюлкувко
Цюлкувко (пол. Ciółkówko) — село в Польщі, у гміні Радзаново Плоцького повіту Мазовецького воєводства.
Населення — 311 осіб (2011).
У 1975-1998 роках село належало до Плоцького воєводства.

## Демографія
Демографічна структура станом на 31 березня 2011 року:
|          | Загалом | Допрацездатний вік | Працездатний вік | Постпрацездатний вік |
| -------- | ------- | ------------------ | ---------------- | -------------------- |
| Чоловіки | 157     | 39                 | 96               | 22                   |
| Жінки    | 154     | 33                 | 86               | 35                   |
| Разом    | 311     | 72                 | 182              | 57                   |